# Hans Engbersen
Hans Engbersen (Enschede, 11 november 1952 – Maastricht, 13 maart 1996) was een profvoetballer van onder meer Go Ahead Eagles, KSK Beveren en Fortuna Sittard.

## Loopbaan
Engbersen begon met voetballen bij EMOS waar hij als jeugdinternational in de belangstelling kwam te staan van profclubs. In 1971 maakte hij de overstap naar Go Ahead Eagles, waar hij op 24 september 1972 zijn competitiedebuut maakte in een met 0-2 gewonnen uitwedstrijd bij Excelsior. Een echte doorbraak in Deventer bleef echter uit. In 1974 werd hij op aanraden van toenmalig Beveren-coach Jef Jurion naar KSK Beveren getransfereerd. In zijn eerste seizoen op de Freethiel was Engbersen nog vrij succesvol, maar in zijn tweede jaar gaf de nieuwe Beverse coach Urbain Braems meer de voorkeur aan Guy De Baere en de opkomende Albert Cluytens.
In 1976 keerde de spits terug naar Nederland waar hij op aanraden van trainer Cor van der Hart een contract tekende bij Fortuna SC. In zijn eerste seizoen scoorde hij er meteen 22 goals en werd daarmee topscorer van de Eerste divisie. Ook in de daaropvolgende twee seizoenen was Engbersen met respectievelijk 19 en 23 doelpunten trefzeker namens de Sittardse eerstedivisionist. In 1979 keerde de Tukker voor korte tijd terug bij Go Ahead Eagles, maar Frans Körver haalde hem een jaar later weer terug naar Fortuna Sittard. Later kwam hij nog uit voor KSC Hasselt en amateurclub RKSV Heer. Engbersen overleed in 1996 op slechts 43-jarige leeftijd aan een slepende ziekte.

## Profstatistieken
| Seizoen | Club              | Land      | Competitie     | Duels | Goals |
| ------- | ----------------- | --------- | -------------- | ----- | ----- |
| 1972/73 | Go Ahead Eagles   | Nederland | Eredivisie     | 8     | 4     |
| 1973/74 | Go Ahead Eagles   | Nederland | Eredivisie     | 8     | 1     |
| 1974/75 | KSK Beveren       | België    | Eerste klasse  | 33    | 6     |
| 1975/76 | KSK Beveren       | België    | Eerste klasse  | 6     | 0     |
| 1976/77 | Fortuna SC        | Nederland | Eerste divisie | 35    | 22    |
| 1977/78 | Fortuna SC        | Nederland | Eerste divisie | 36    | 19    |
| 1978/79 | Fortuna SC        | Nederland | Eerste divisie | 36    | 23    |
| 1979/80 | → Go Ahead Eagles | Nederland | Eredivisie     | 5     | 0     |
| 1980/81 | Fortuna Sittard   | Nederland | Eerste divisie | 27    | 9     |
| Totaal  | Totaal            | Totaal    | Totaal         | 194   | 84    |